# Mountain City (Tennessee)
Mountain City è un comune degli Stati Uniti d'America, situato nello Stato del Tennessee, nella Contea di Johnson, della quale è il capoluogo.